# Farmacodynamiek
De farmacodynamiek (ook wel farmacodynamie) is een begrip uit de farmacologie. Het beschrijft de wijze waarop, en werkingsmechanismen waarmee de effecten van een toegediend geneesmiddel (of beter gezegd, het werkzame bestanddeel daarvan, het farmacon) aan het lichaam tot stand komen. Voorbeeld: waarom geeft atropine een stijging van de hartslagfrequentie, en geeft paracetamol een vermindering van pijnklachten? De resultante van de farmacokinetische en farmacodynamische processen, die zich gelijktijdig in het lichaam afspelen, bepalen uiteindelijk het farmacologisch profiel van een farmacon.
Aspecten binnen de farmacodynamiek:
- eiwitbinding
- wisselwerking van het farmacon met aspecifieke of specifieke aangrijpingspunten
- werkingsmechanismen
  - direct versus indirect
  - reversibel versus irreversibel
  - competitief versus non-competitief
  - agonist versus antagonist